# Basen Przylądkowy

Baseny oceaniczne Atlantyku

Basen Przylądkowy − część Oceanu Atlantyckiego, basen oceaniczny położony w jego południowo-wschodniej części, u wybrzeży Republiki Południowej Afryki i Namibii, ograniczony Grzbietem Południowoatlantyckim, Wyniesieniem Przylądkowym i Grzbietem Wielorybim. Maksymalna głębokość 5457 m.